# Гуша
 Тази статия е за органа при птиците.  За болестта на щитовидната жлеза вижте Гуша (болест).  
Гушата (ingluvies) е тънкостенна торбичка, част от хранопровода при птиците. Подобен орган има при някои червеи (напр. земните червеи), както и при насекомите (скакалци и пчели). Храната се складира в гушата, преди да премине във воденичката.

## Забележки
1. ↑  Honeybee Biology //   1994. Посетен на 16 декември 2008.